# Corinne Hofmannová
Corinne Hofmannová (* 4. července 1960 Frauenfeld, Thurgau) je švýcarská spisovatelka, autorka autobiografických románů o životě v Keni.

## Život
Hofmannová navštívila Keňu poprvé v roce 1986 a přestěhovala se tam v roce 1987. Bydlela zde se svým manželem Lketingou. Na konci roku 1990 utekla zpět do Švýcarska se svou tehdy malou dcerou. Její příběhy jsou podle skutečné události, které sama zažila.

## Dílo
- Bílá Masajka (Die weiße Massai, česky 2004 v překladu Zuzany Schneiderové, ISBN 80-249-0377-6) – námět ke stejnojmennému filmu z roku 2006
- Zpátky z Afriky (Zurück aus Afrika, 2003, česky 2005 v překladu Blanky Pscheidtové, ISBN 80-249-0532-9)
- Shledání v Barsaloi (Wiedersehen in Barsaloi, 2005, česky 2006 v překladu Marty Kališové, ISBN 80-249-0722-4)
- Afrika, má láska (Afrika, meine Passion, 2011, česky 2012 v překladu Zuzany Schneiderové, ISBN 978-80-249-1899-0)
- Dívka se žirafím krkem (Das Mädchen mit einem Giraffenhals, 2015, česky 2017 v překladu Zuzany Schneiderové, ISBN 978-80-249-3103-6)